# Pteronymia salvinia
Pteronymia salvinia är en fjärilsart som beskrevs av Butler och Druce 1874. Pteronymia salvinia ingår i släktet Pteronymia och familjen praktfjärilar. Inga underarter finns listade.